# Kalikot
Der Distrikt Kalikot (Nepali कालीकोट जिल्ला Kālikot Jillā) ist einer von 77 Distrikten in Nepal und gehört seit der Verfassung von 2015 zur Provinz Karnali.

## Geschichte
Der Distrikt lag bis 2015 in der Verwaltungszone Karnali.

## Geographie
Die Karnali durchfließt den westlichen Teil des Distrikts in südwestlicher Richtung. Ihr linker Nebenfluss Tila durchquert den östlichen Teil. Die Distriktverwaltung liegt in Manma, seit dem Jahr 2017 ein Ortsteil der neu gegründeten Stadt Khandachakra, am Zusammenfluss der beiden Flüsse.
Kalikot gehörte im Jahr 2017 mit einem Wert des Human Development Index von weniger als 0,4 zu den zehn ärmsten und unterentwickeltsten Distrikten Nepals.

## Einwohner
Bei der Volkszählung 2001 hatte er 105.580 Einwohner; 2011 waren es 136.948.

## Verwaltungsgliederung
Städte im Distrikt Salyan:
- Khandachakra
- Raskot
- Tilagufa

Gaunpalikas (Landgemeinden):
- Pachaljharana
- Sanni Triveni
- Narharinath
- Shubha Kalika
- Mahawai
- Palata

Bis zum Jahr 2017 wurde der Distrikt in die folgenden Village Development Committees (VDCs) unterteilt:
- Badalkot
- Chhapre
- Chilkhaya
- Daha
- Dholagohe
- Gela
- Jubika
- Khin
- Kotbada
- Kumalgaun
- Lalu
- Manma
- Marta
- Mehal Madi
- Mugraha
- Mumra
- Nanikot
- Odanku
- Pakha
- Phoi Mahadev
- Phukot
- Raku
- Ramanakot
- Ranchuli
- Rupsa
- Sipkhana
- Siuna
- Sukitaya
- Thirpu